# Meuselwitz
Meuselwitz ist nach Altenburg und Schmölln die drittgrößte Stadt im thüringischen Landkreis Altenburger Land sowie die flächenmäßig drittgrößte Kommune des Landkreises. Die Kleinstadt liegt am Dreiländereck mit Sachsen und Sachsen-Anhalt am Südrand der Leipziger Tieflandsbucht zwischen Altenburg im Südosten und Zeitz im Nordwesten sowie Gera im Südwesten und Leipzig im Nordosten.
War der Ort seit dem 17. Jahrhundert zunächst durch das Wirken des Adelsgeschlechts von Seckendorff geprägt, wandelte sich Meuselwitz ab 1860 zur Industriestadt der Braunkohle. Aus beiden Zeiten sind verschiedene sehenswerte Gebäude erhalten, zur ersten gehören die Orangerie und der Park sowie die Stadtkirche im barocken Stil und zur letzteren das neugotische Rathaus von 1874. Seit jenem Jahr verfügt Meuselwitz auch über die Stadtrechte.
Durch Bombenangriffe 1944 und 1945 wurde ein Großteil der Stadt zerstört. 250 Menschen verloren dabei ihr Leben.

## Geografie

### Nachbargemeinden
Angrenzende Gemeinden sind im Uhrzeigersinn die Stadt Lucka, Haselbach, Treben, Gerstenberg, die Kreisstadt Altenburg, Rositz und Kriebitzsch im Landkreis Altenburger Land, außerdem im Norden Regis-Breitingen im sächsischen Landkreis Leipzig sowie im Westen Elsteraue und die Stadt Zeitz im sachsen-anhaltischen Burgenlandkreis.

### Stadtgliederung
Zu Meuselwitz gehören neben der Kernstadt mit dem historischen Stadtteil Zipsendorf folgende Ortsteile im Uhrzeigersinn von Norden beginnend:
- Falkenhain
- Bünauroda
- Schnauderhainichen
- Wintersdorf
- Waltersdorf
- Neubraunshain
- Neupoderschau
- Brossen
- Mumsdorf

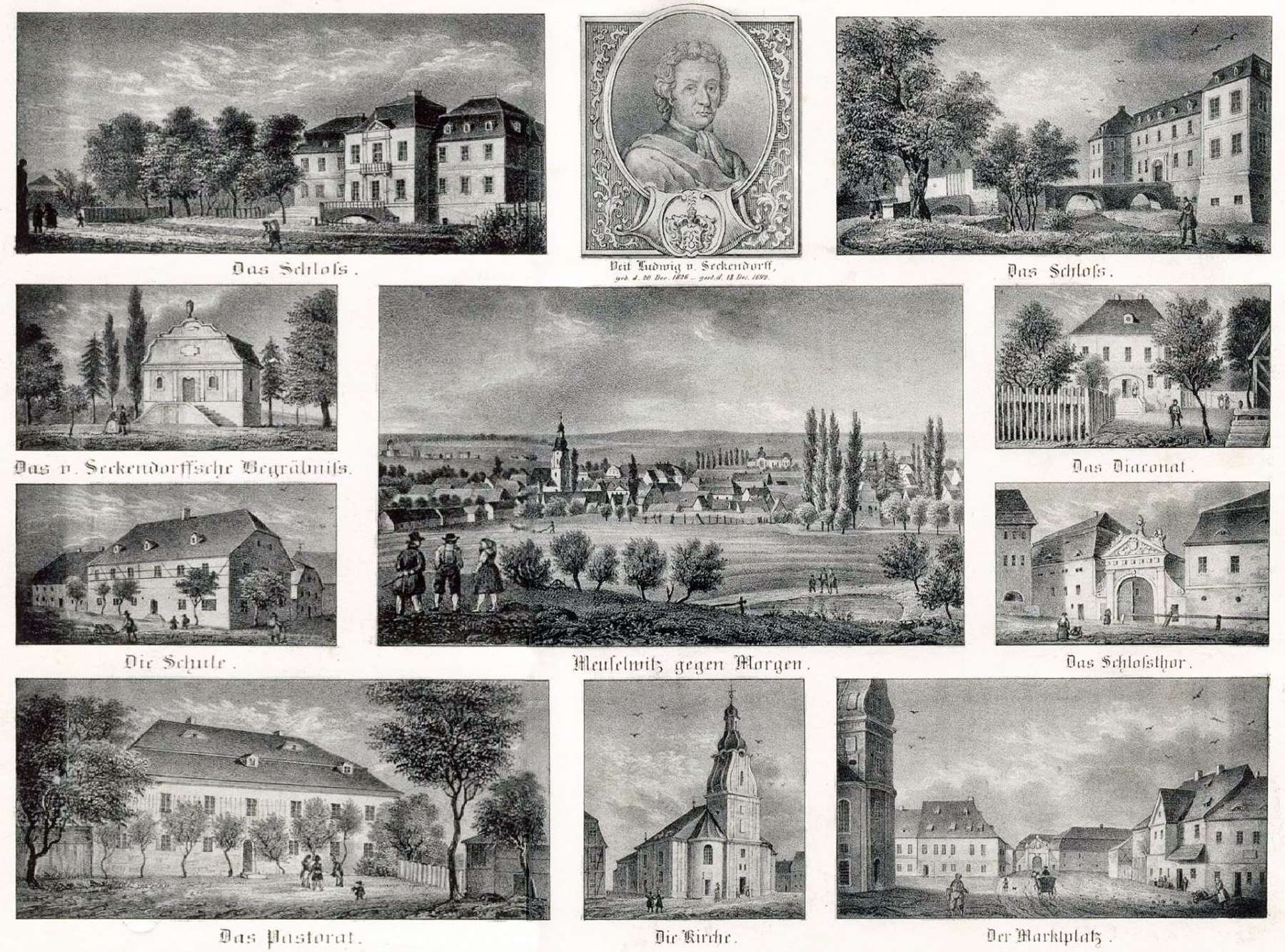
Meuselwitz und seine Hauptgebäude um 1800

Die Ortsteile Mumsdorf, Schnauderhainichen und Wintersdorf haben eigene Ortsbürgermeister. Zum Ortsteil Wintersdorf gehören die drei mit dem Hauptort verschmolzenen Orte Heukendorf, Pflichtendorf und Gröba, sowie Waltersdorf mit Neubraunshain und das zwischen 1954 und 1957 fast völlig abgebaggerte Ruppersdorf. Bosengröba wurde 1957 zu Wintersdorf eingemeindet. Lehma mit dem Ortsteil Trebanz gehörten seit dem 1. Januar 1996 zu Wintersdorf, wurden aber zum 30. Dezember 2008 nach Treben umgegliedert.

## Geschichte

### Bis zum Zweiten Weltkrieg

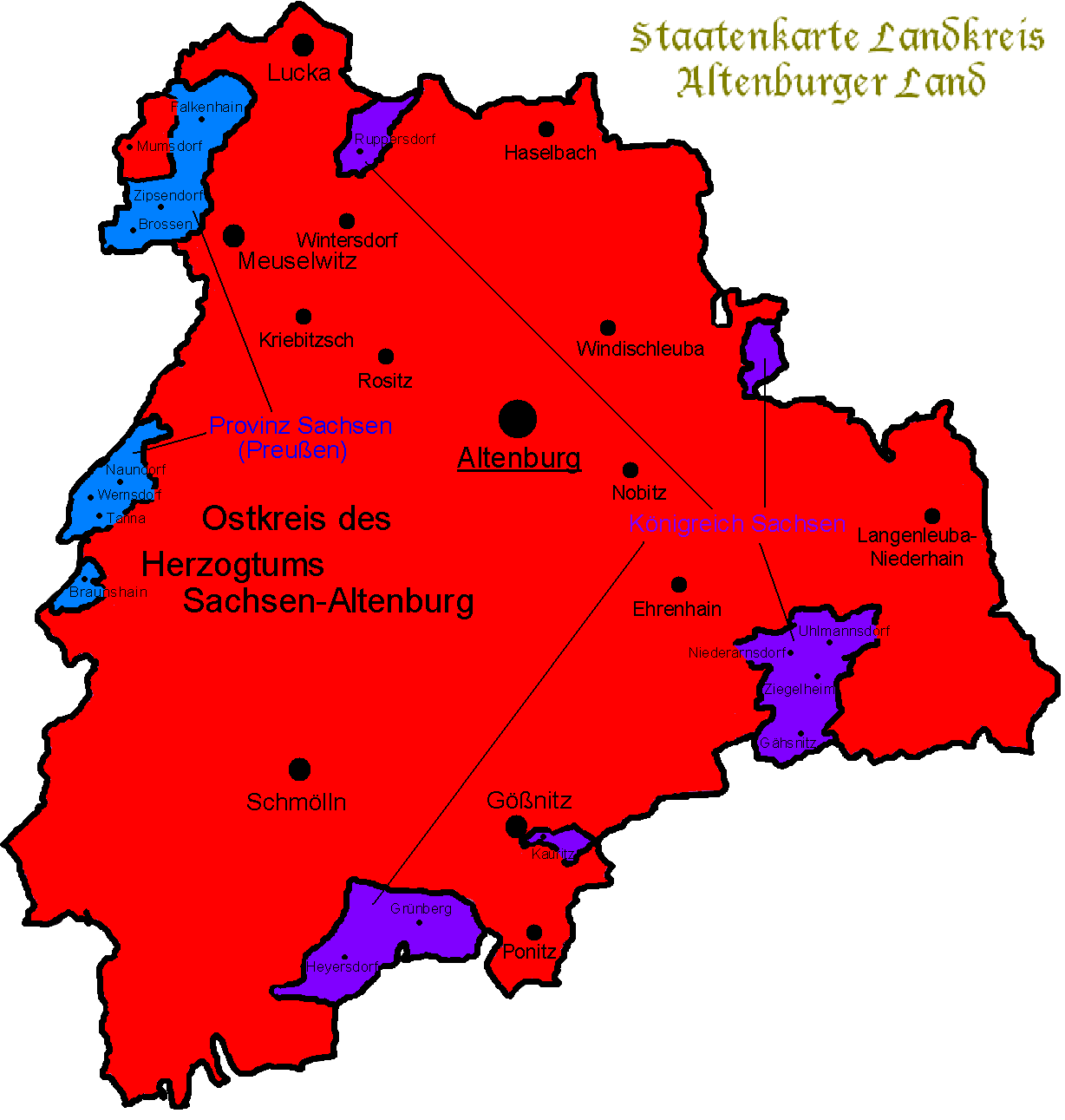
Staatenaufteilung des Altenburger Landes bis 1920

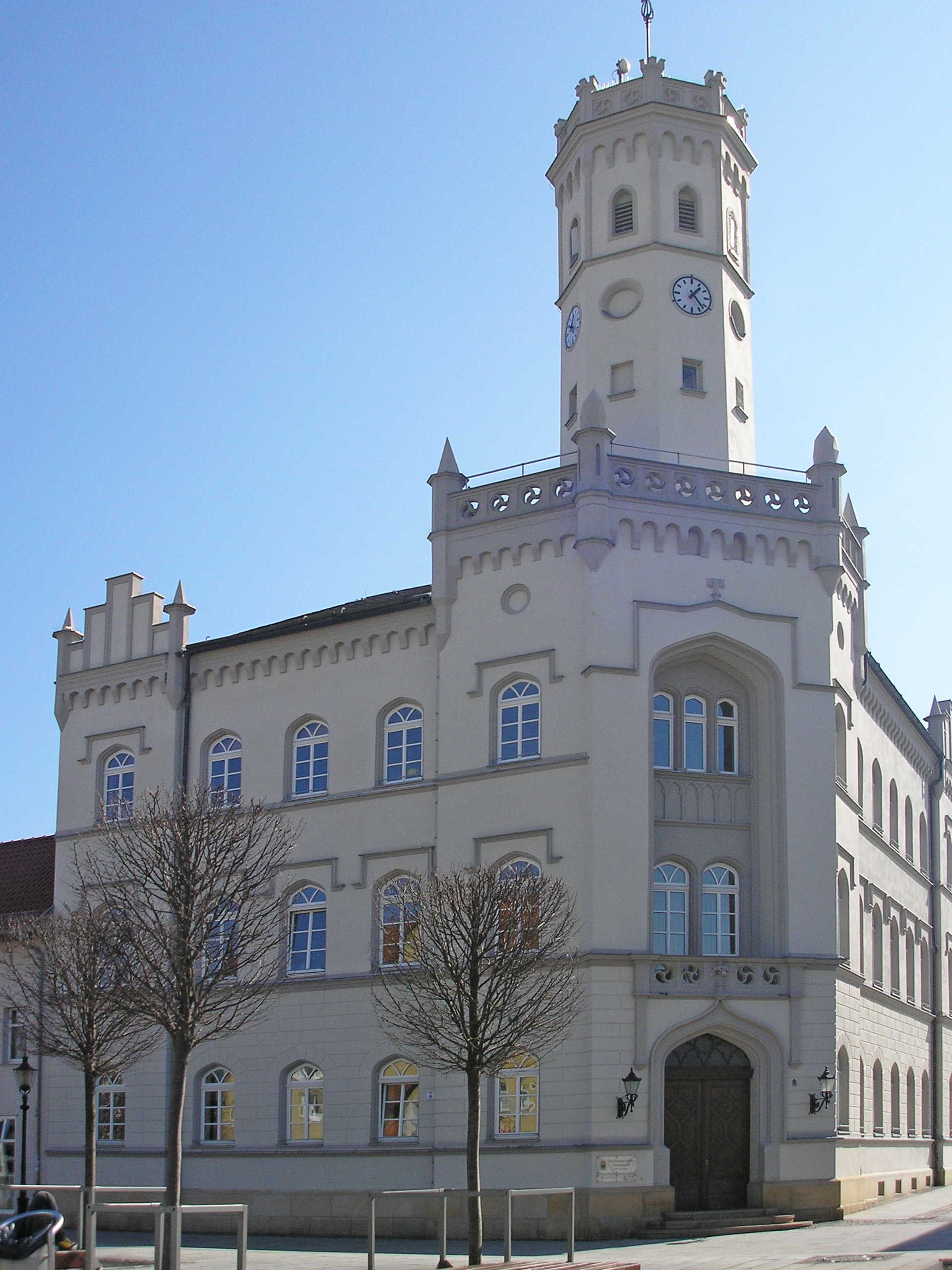
Rathaus

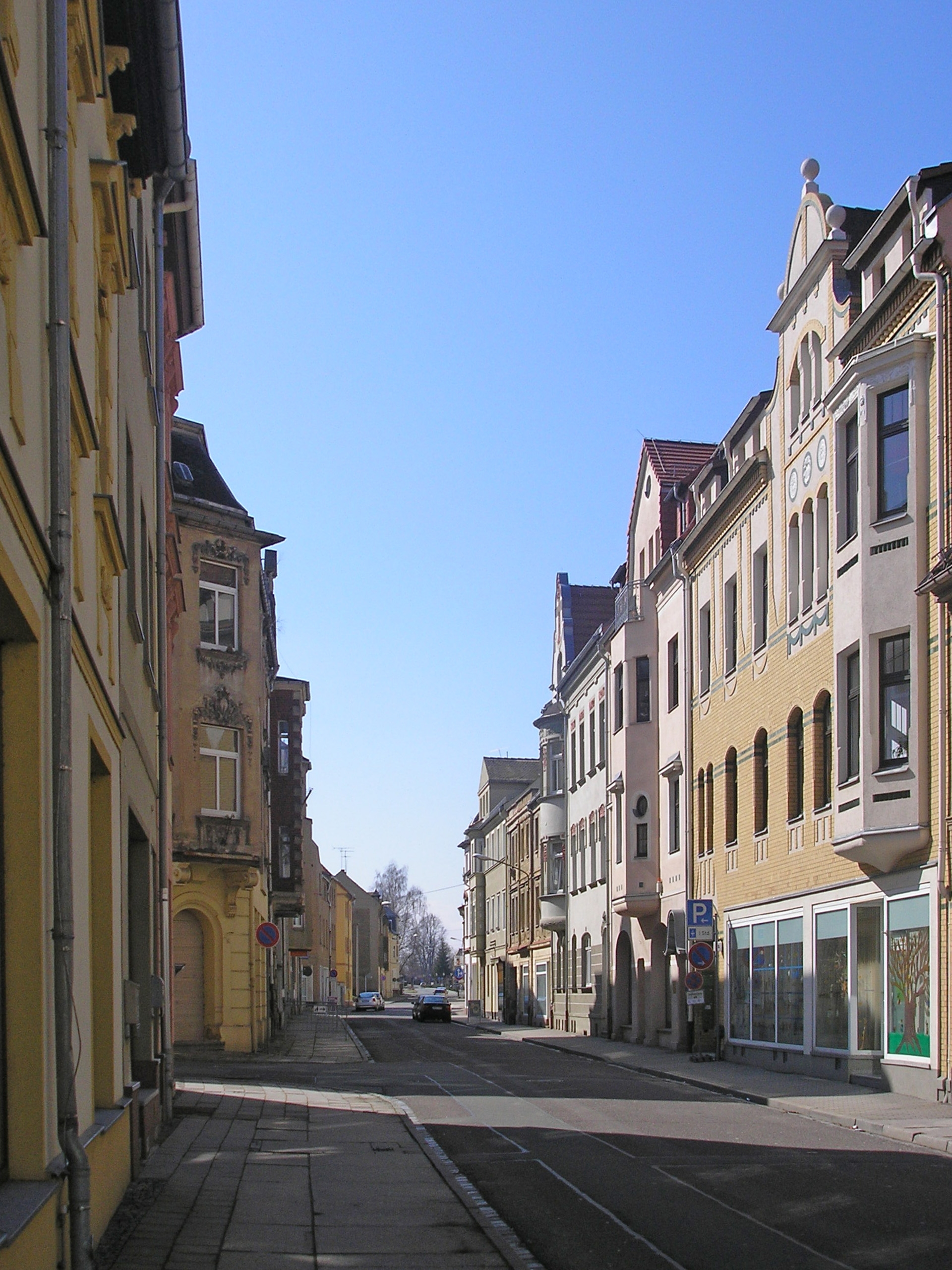
Bahnhofstraße mit der für das Stadtzentrum typischen Architektur

Das heutige Meuselwitz wurde als Rittergut „Mizleboze“ 1139 erstmals urkundlich erwähnt. Anfang des 15. Jahrhunderts befand sich das Gut im Besitz der Herren von Bünau, ab 1578 der Emigrantenfamilie Cramer von Clauspruch.
1676 wurde das Gut Meuselwitz von Veit Ludwig von Seckendorff erworben, der 1677 das Schloss Meuselwitz neu erbauen ließ. Der adlige Marktflecken Meuselwitz gehörte zum wettinischen Amt Altenburg, welches ab dem 16. Jahrhundert aufgrund mehrerer Teilungen im Lauf seines Bestehens unter der Hoheit folgender Ernestinischer Herzogtümer stand: Herzogtum Sachsen (1554 bis 1572), Herzogtum Sachsen-Weimar (1572 bis 1603), Herzogtum Sachsen-Altenburg (1603 bis 1672), Herzogtum Sachsen-Gotha-Altenburg (1672 bis 1826). Bei der Neuordnung der Ernestinischen Herzogtümer im Jahr 1826 kam Meuselwitz wiederum zum Herzogtum Sachsen-Altenburg. Zu dieser Zeit lag Meuselwitz im Nordwesten des Herzogtums. Die heutigen Ortsteile Zipsendorf, Brossen, Falkenhain und Rusendorf gehörten bis 1815 zum Gebiet des Hochstifts Naumburg-Zeitz, das unter kursächsischer Hoheit stand. Mit dem Wiener Kongress wurden sie an Preußen abgetreten, wodurch das sachsen-altenburgische Mumsdorf eine Exklave in preußischem Gebiet wurde. Die heutigen Ortsteile Ruppersdorf und Bosengröba gehörten zu dieser Zeit zum Königreich Sachsen (bis 1806 zum Kurfürstentum Sachsen).
Das Rathaus wurde 1861/1862 erbaut, eine öffentliche Wasserversorgung folgte 1874. In diesem Jahr wurde Meuselwitz von Herzog Ernst I. von Sachsen-Altenburg das Stadtrecht verliehen. Nach der Verwaltungsreform im Herzogtum Sachsen-Altenburg gehörte Meuselwitz bezüglich der Verwaltung zum Ostkreis (bis 1900) bzw. zum Landratsamt Altenburg (ab 1900). Gerichtlich unterstand die Stadt seit 1879 dem Amtsgericht Altenburg, bis 1906 mit dem Amtsgericht Meuselwitz ein eigener Gerichtsbezirk entstand.
Meuselwitz gehörte ab 1918 zum Freistaat Sachsen-Altenburg, der 1920 im Land Thüringen aufging. 1922 kam die Stadt zum Landkreis Altenburg. Schnauderhainichen war in diesem Jahr der erste Ort, der nach Meuselwitz eingemeindet wurde.
Das Kaufhaus der Familie Fruchtmann wurde beim Novemberpogrom 1938 zerstört. Zahlreiche Juden wurden in die Vernichtungslager deportiert, andere emigrierten nach Palästina und in andere Länder. Während des Zweiten Weltkrieges bestanden die Zwangsarbeiterlager Meuselwitz I–III und V sowie der Gasthof „Lindenhof“, Firma Heymer & Pilz und Firma Karl Julius Görler, in denen eine Vielzahl von Kriegsgefangenen und Zwangsarbeitern untergebracht waren. Diese mussten in der Grube „Phönix“ von Mumsdorf und im HASAG-Werk Meuselwitz, das dem KZ Buchenwald als Außenkommando unterstand, Zwangsarbeit leisten. Viele verloren durch die katastrophalen Arbeits- und Lebensbedingungen ihr Leben, einige wurden bei einem Bombenangriff getötet. Die überlebenden jüdischen Frauen wurden von der SS auf einen Todesmarsch geschickt, die Männer wurden nach Theresienstadt getrieben. Auf dem Ehrenfriedhof von Mumsdorf, der unter Aufsicht der US Army angelegt wurde, wird an 290 Tote erinnert, die in Massengräbern gefunden wurden.
Meuselwitz war im Zweiten Weltkrieg zweimal von schweren Luftangriffen betroffen, am 30. November 1944 (US Air Force) und am 20. Februar 1945 (Britisches Bomber Command). Beim ersten Angriff wurden 54 Tonnen Bomben abgeworfen, beim zweiten 140 Tonnen, darunter sieben Luftminen und 550 Fünf-Zentner-Bomben. Bei diesen Angriffen starben über 250 Menschen, davon 42 Zwangsarbeiterinnen. 3000 Meuselwitzer waren nach dem zweiten Angriff obdachlos. Meuselwitz machte den Eindruck einer „Geisterstadt“. Bei beiden Luftangriffen waren im ganzen Stadtgebiet 85 Prozent der Gebäude betroffen und wurden leicht beschädigt bis zu total zerstört.

### Nach 1945 bis zur Gegenwart
Am 17. April 1945 rückten amerikanische Truppen in Meuselwitz ein. Anfang Juli wurden sie durch die Rote Armee abgelöst. Damit wurde Meuselwitz – wie ganz Thüringen – Teil der SBZ und 1949 der DDR.
Mit der ersten Verwaltungsreform in der DDR wurde Meuselwitz im Jahr 1950 dem thüringischen Landkreis Altenburg zugeordnet. Zeitgleich wurde Bünauroda eingemeindet. Das bis dahin eine thüringische Exklave bildende Mumsdorf kam zum Landkreis Zeitz im Land Sachsen-Anhalt.
Unter dem Vorwurf der Bildung einer „Widerstandsgruppe“ wurden 1950 zwei Lehrer und zwei Schüler der Oberschule Meuselwitz von einem sowjetischen Militärtribunal in Weimar zum Tode verurteilt und in Moskau hingerichtet. 1952 folgten erneute Verhaftungen einer „antisowjetischen Gruppe“ von ehemaligen Schülern. Zwei von ihnen (und ein weiterer Mann) wurden durch ein Militärtribunal in Potsdam zum Tode verurteilt und in Moskau hingerichtet. Mehrere weitere frühere Schüler erhielten langjährige Arbeitslager-Strafen in einem sowjetischen Gulag. 1995/96 erfolgte die offizielle Rehabilitierung der Verurteilten durch die Russische Föderation. An das Geschehen erinnert ein Gedenkstein vor dem Veit-Ludwig-von-Seckendorff-Gymnasium mit der Inschrift: „Zum Gedenken an die Opfer der kommunistischen Diktatur und an den Widerstand an unserer Schule“ (es folgen die Namen von drei der Getöteten). Im Gymnasium gibt es zudem eine von den Schülern gestaltete Ausstellung.
Mit der Verwaltungsreform von 1952 kam Meuselwitz zum Kreis Altenburg im Bezirk Leipzig. Ruppersdorf mit Bosengröba wechselten dabei vom Kreis Borna in den Kreis Altenburg. Am 4. Dezember 1952 wechselten die Gemeinden Zipsendorf mit Brossen, Mumsdorf und Falkenhain mit der Flur von Rusendorf vom Kreis Zeitz im Bezirk Halle in den Kreis Altenburg, wodurch sich das Umland von Meuselwitz im Westen und Norden vergrößerte. 1973 erfolgte die Eingemeindung von Zipsendorf mit Brossen und von Neupoderschau.
Mit der Neugründung des Freistaats Thüringen im Jahr 1990 wurde Meuselwitz dem thüringischen Landkreis Altenburg angegliedert. 1993 erfolgte die Eingemeindung von Mumsdorf und 1994 von Falkenhain mit der Flur von Rusendorf. Im gleichen Jahr kam Meuselwitz zum Landkreis Altenburger Land. Die Gemeinde Wintersdorf mit den Ortsteilen Heukendorf, Pflichtendorf, Gröba, der Flur von Ruppersdorf, Bosengröba, Waltersdorf, Neubraunshain, Trebanz und Lehma wurde 2007 eingemeindet. Trebanz und Lehma wurden jedoch im Jahr 2008 nach Treben umgegliedert.

## Eingemeindungen und Einwohnerentwicklung

### Eingemeindungen
Nach Meuselwitz wurden im Jahr 1922 Schnauderhainichen, 1950 Bünauroda, 1973 Zipsendorf (mit Brossen) und Neupoderschau, 1993 Mumsdorf, 1994 Falkenhain und 2007 Wintersdorf seinen Ortsteilen eingemeindet. Ende 2008 wechselten Trebanz und Lehma nach Treben (Verwaltungsgemeinschaft Pleißenaue).
| Ehemalige Gemeinde | Datum                 | Anmerkung                                                                    |
| ------------------ | --------------------- | ---------------------------------------------------------------------------- |
| Bosengröba         |                       | Eingemeindung nach Ruppersdorf                                               |
| Brossen            | 01.07.1950            | Eingemeindung nach Zipsendorf                                                |
| Bünauroda          | 01.07.1950            |                                                                              |
| Falkenhain         | 08.03.1994            |                                                                              |
| Gröba              | 1923                  | Eingemeindung nach Wintersdorf                                               |
| Heukendorf         | 1923                  | Eingemeindung nach Wintersdorf                                               |
| Lehma              | 01.01.1996 30.12.2008 | Eingemeindung nach Wintersdorf Umgliederung nach Treben                      |
| Mumsdorf           | 16.10.1993            |                                                                              |
| Neubraunshain      | 01.07.1950            | Eingemeindung nach Waltersdorf                                               |
| Neupoderschau      | 01.01.1957 01.01.1973 | Zusammenschluss mit Altpoderschau zu Poderschau Umgliederung nach Meuselwitz |
| Pflichtendorf      | 1923                  | Eingemeindung nach Wintersdorf                                               |
| Ruppersdorf        | 01.01.1957            | Eingemeindung nach Wintersdorf                                               |
| Schnauderhainichen | 01.10.1922            |                                                                              |
| Trebanz            | 01.07.1950 30.12.2008 | Eingemeindung nach Lehma Umgliederung nach Treben                            |
| Waltersdorf        | 01.01.1973            | Eingemeindung nach Wintersdorf                                               |
| Wintersdorf        | 01.12.2007            |                                                                              |
| Zipsendorf         | 01.01.1973            |                                                                              |

### Einwohnerentwicklung
Entwicklung der Einwohnerzahl (ab 1960 31. Dezember):
| 1583 bis 1880 - 1583: 1.440 - 1615: 1.650 - 1644: 1.340 - 1690: 1.712 - 1817: 1.273 - 1831: 1.448 - 1842: 1.646 - 1880: 3.402 | 1946 bis 1996 - 1946: 10.6881 - 1950: 10.5292 - 1960: 10.501 - 1981: 11.997 - 1984: 11.545 - 1994: 10.991 - 1995: 11.035 - 1996: 10.911 | 1997 bis 2004 - 1997: 10.795 - 1998: 10.643 - 1999: 10.538 - 2000: 10.365 - 2001: 10.134 - 2002: 09.949 - 2003: 09.787 - 2004: 09.717 | 2005 bis 2012 - 2005: 09.547 - 2006: 09.410 - 2007: 12.1023 - 2008: 11.594 - 2009: 11.385 - 2010: 11.261 - 2011: 10.858 - 2012: 10.690 | 2013 bis 2020 - 2013: 10.521 - 2014: 10.392 - 2015: 10.233 - 2016: 10.230 - 2017: 10.118 - 2018: 10.065 - 2019: 09.954 - 2020: 09.881 | 2021 bis 2023 - 2021: 09.897 - 2022: 10.117 - 2023: 10.079 |

Datenquelle ab 1994: Thüringer Landesamt für Statistik
129. Oktober

231. August

331. Dezember (nach Eingemeindungen)

## Politik

### Stadtrat
Seit der Kommunalwahl vom 26. Mai 2024 setzt sich der Stadtrat wie folgt zusammen:
- AfD: 9 Sitze (+3)
- Unabhängige Wählergemeinschaft Wintersdorf (UWW)*: 4 Sitze (±0)
- DIE LINKE: 2 Sitze (−1)
- Bürger für Meuselwitz (BfM): 3 Sitze (±0)
- CDU: 2 Sitze (−1)
- Neue Meuselwitzer Mitte (NMM): 3 Sitze (±0)
- SPD: 1 Sitz (−1)

### Bürgermeister
Bürgermeister war von 1994 bis 2004 Johannes Matuszewski (CDU). Aus der Stichwahl am 24. Oktober 2004 ging die CDU-Politikerin Barbara Golder als Siegerin hervor, die 2010 im Amt bestätigt wurde. Sie beendete ihre Amtszeit 2016. Die Stichwahl am 24. Januar 2016 gewann Udo Pick, zu diesem Zeitpunkt von der Initiative Bürger für Meuselwitz, bei einer Wahlbeteiligung von 53,3 % (+ 0,7 %p gegenüber dem 1. Wahlgang) und einer Mehrheit von 56,2 %. 2021 wurde am 28. November in der Stichwahl Ronny Dathe mit 56,1 % der gültigen Stimmen bei einer Wahlbeteiligung von 35,6 % gewählt, nachdem seine Vorgängerin Barbara Golder (CDU) ihr Amt vorzeitig aufgegeben hatte.

### Wappen und Flagge
Blasonierung: „Geteilt durch eine silberne Leiste von Schwarz über Blau und zeigt oben einen silbernen Schlägel gekreuzt mit einem silbernen Hammer und unten einen goldenen Webschützen. Das Wappen ist bedeckt von einem silbernen, rot ausgeschlagenen, golden bekrönten Spangenhelm, darauf eine rote Lindenlaubschlinge mit je vier parallel stehenden roten Blättern, die Helmdecken sind goldschwarz.“
Die Stadt trägt mit der Verleihung des Stadtrechts 1874 die festgelegten Fahnenfarben schwarz – blau.

### Städtepartnerschaft
Es besteht eine Städtepartnerschaft mit der Stadt Lauffen am Neckar.

## Kultur und Sehenswürdigkeiten
- siehe auch: Liste der Kulturdenkmale in Meuselwitz

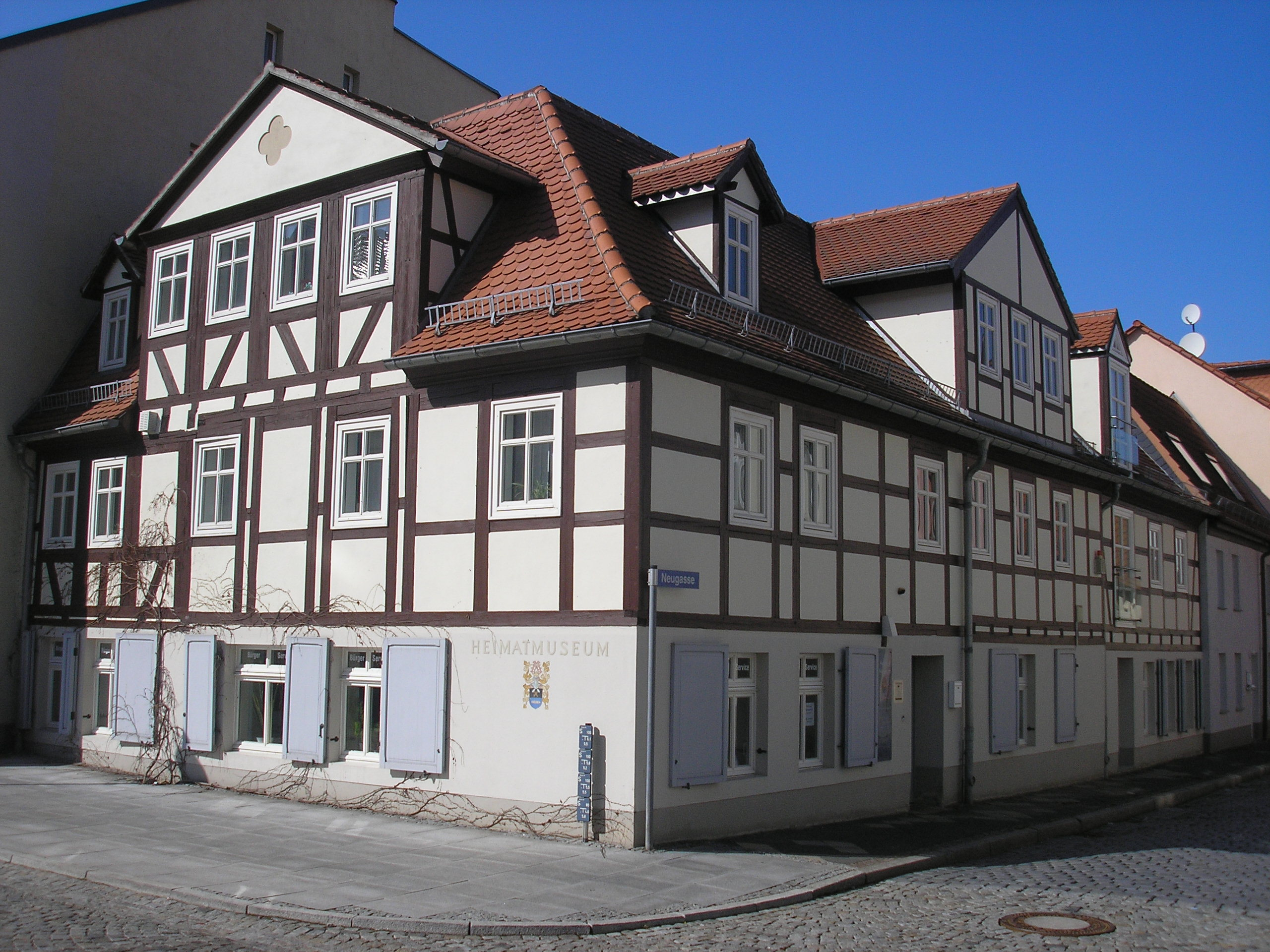
Heimatmuseum

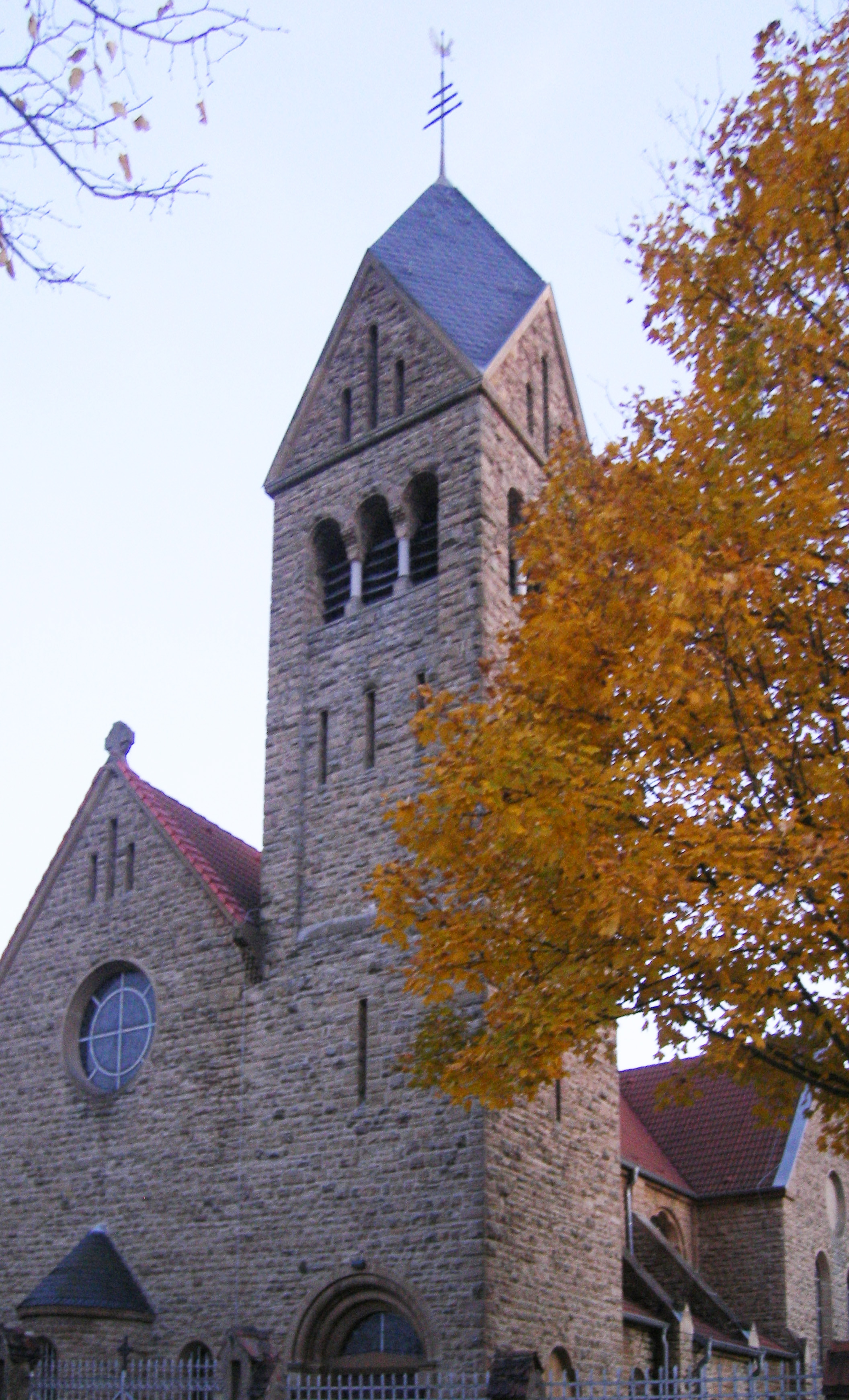
Katholische Kirche

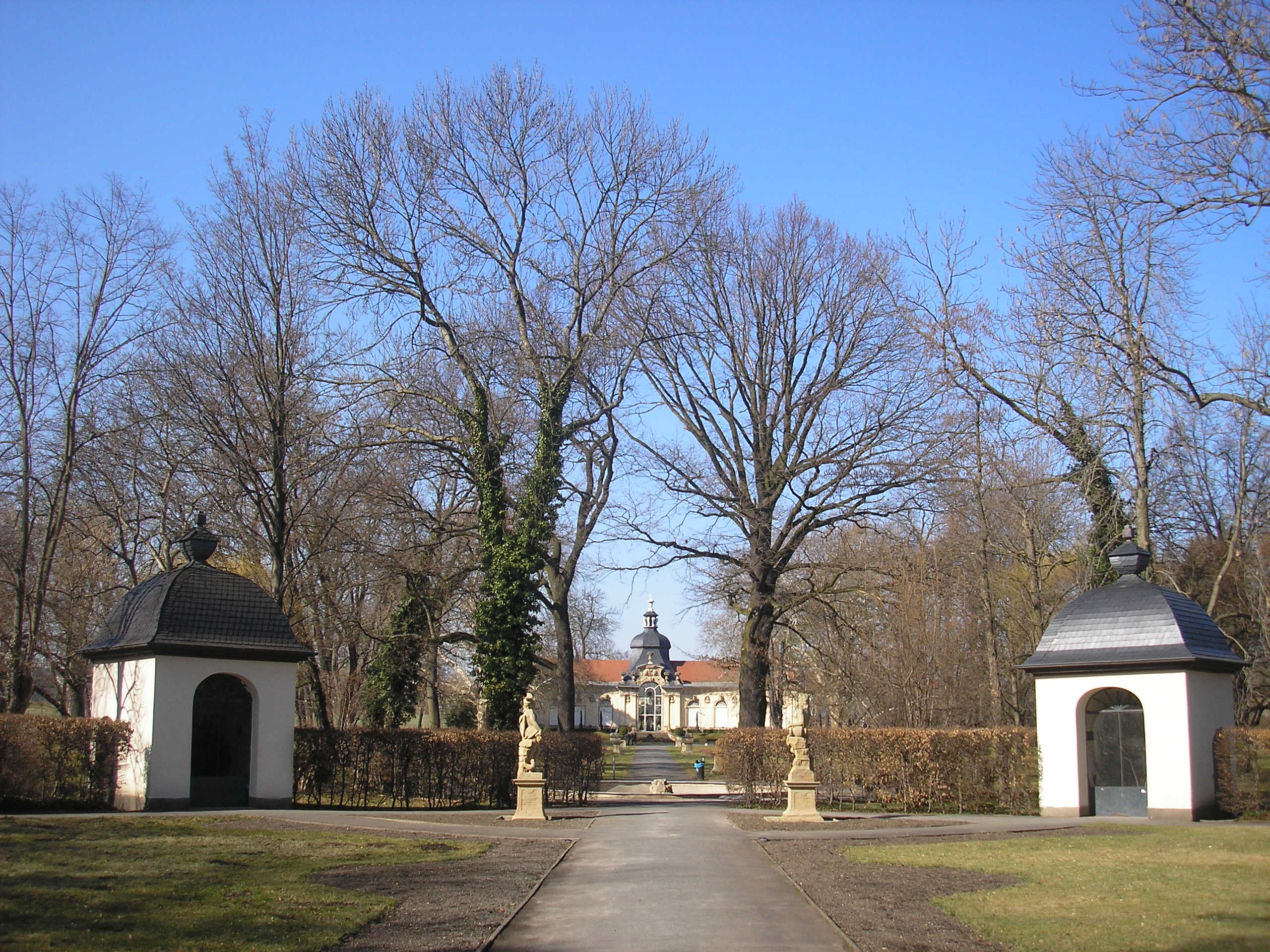
Park

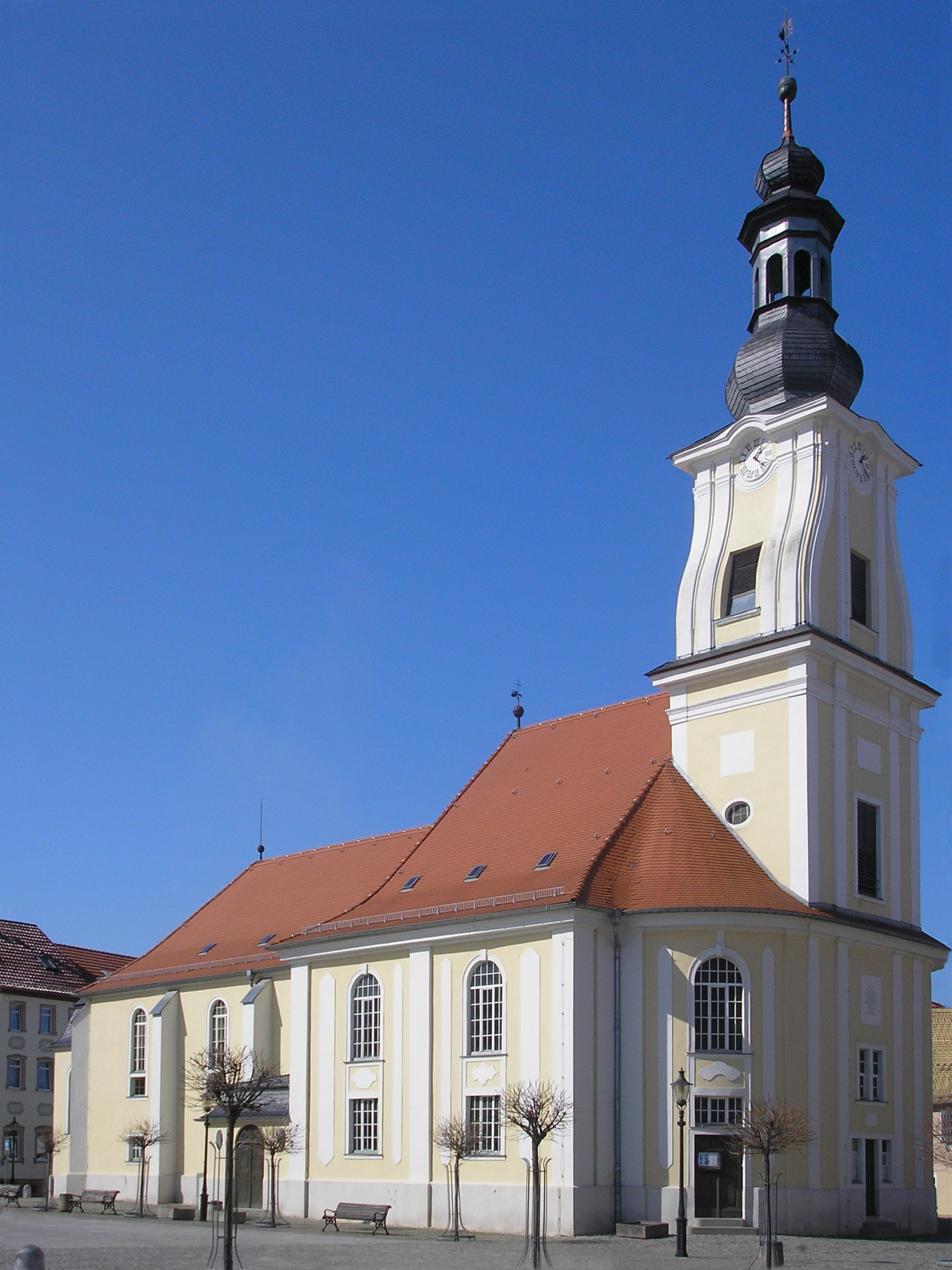
Martinskirche

- Veit Ludwig von Seckendorff ließ 1677 das Schloss Meuselwitz neu erbauen. Zwischen 1724 und 1727 wurde es unter dem Reichsgrafen Friedrich Heinrich von Seckendorff grundlegend umgestaltet. Das bestehende Schloss wurde von dem Leipziger Baumeister David Schatz zu einer Vierflügelanlage umgebaut, mit ausgerückten Mittelrisaliten zur Stadt und zum Park hin. Das Schloss hatte einen bastionartigen Grundriss, der Festsaal zeichnete sich durch reiche gemalte und plastische Dekoration aus. Das Schlosstor zur Stadt hin war prächtig mit Trophäen ausgestattet. Rechts und links des Tores befanden sich zweigeschossige Wirtschaftsbauten im Stil der damaligen Zeit.

Bei dem Bombardement am 20. Februar 1945 wurde das Schloss nur beschädigt, aber nach dem Krieg und im Rahmen der Bodenreform gesprengt und abgerissen. Die Orangerie brannte aus, ihre Kuppel brach 1954 zusammen. Das erhaltene barocke Schlosstor und die (bei dem Luftangriff beschädigten) historischen Wirtschaftsgebäude wurden ebenfalls beseitigt.
- Am Ende des Schlossparks, dem Von-Seckendorff-Park, befindet sich die Orangerie. Sie ist der letzte heute noch erhaltene Teil des ehemaligen Schlosskomplexes, der weniger durch Bombardierung, jedoch schwer durch folgende Abrisse auch intakter oder nur beschädigter Gebäude (einschließlich des Schlosses selber) getroffen wurde. Die Orangerie wurde in den Jahren 1724 bis 1727 im Rahmen der Erweiterung des Schlosses, die vermutlich von dem Ratsbaumeister Georg Hellbrunn ausging, erbaut. Die Entwürfe des spätbarocken Bauwerkes stammen von dem kursächsischen Landesbaumeister David Schatz. Vorbild kann der Dresdner Zwinger von Carl Friedrich Pöppelmann gewesen sein. Die Orangerie weist einen flachbogigen Grundriss auf, einen Torpavillon mit geschweifter Haube, Ovalnischen mit Büsten und schwere Scheitelsteinköpfe. Das Gebäude soll seinerseits als Vorlage für das 1745 erbaute Schloss Sanssouci gedient haben.

Bei dem Bombenangriff auf das Schloss am 20. März 1945 brannte auch die Orangerie aus, ihre Kuppel stürzte 1954 ein. Danach begannen Sicherung und Wiederaufbau, 1963 auch der Ausbau der Innenräume. Beim Außenbau wurden die Metopenfüllungen nicht wiederhergestellt. Zwei Torhäuser aus dem 18. Jahrhundert wurden ebenfalls rekonstruiert. 1969 wurden die Orangerie als Museum und der Konzertsaal wieder eröffnet. Von 1991 bis 1998 wurde das gesamte Bauwerk umfassend saniert und vor dem Verfall bewahrt. Seit dem Sommer 1998 befinden sich in der Orangerie ein Café und Restaurant sowie ein Festsaal. Die früheren Flächen des beseitigten Rittergutes werden heute als Parkplatz genutzt. Die wieder aufgebaute Orangerie ist der einzige erhaltene Bau des Schlosskomplexes.
- 1740 wurde die Martinskirche von einem ungarischen Architekten im Stil seiner Heimat umgebaut.

- Das Rathaus wurde in den Jahren 1861 und 1862 im neogotischen Stil errichtet. Seit 1874 ist es Sitz des Bürgermeisters, nachdem Meuselwitz am 6. Juli 1874 zur Stadt ernannt wurde. Zunächst befand sich auch die Wohnung des Bürgermeisters im Rathaus. Später benötigte man die Räumlichkeiten durch die Erweiterung der Stadt als Arbeitsräume. Für einige Zeit war auch die Sparkasse und das Archiv im Rathaus untergebracht. Im Jahr 1989 wurde die Fassade zur 850-Jahr-Feier der Ersterwähnung des Ortes erneuert. 1993 und 1994 erfolgte eine Innensanierung.
- Das Stadthaus, das dem Gebäude gegenüberlag, wurde im gleichen Baustil errichtet. In dessen dem Markt zugewandten Teil befindet sich heute die Sparkasse.

- Der Hainbergsee entstand um 1900 aus der ehemaligen Grube Vereinsglück. Er ist etwa 800 Meter lang, 300 Meter breit und besitzt eine Wasserfläche von rund 18 Hektar. Stellenweise ist er bis zu 40 Meter tief. Die gute Wasserqualität wird vermutlich durch eine unterirdische Quelle verursacht. Der See besitzt einen großen Fischbestand und wird von Wasservögeln bewohnt, unter anderem von Reihern, Schwänen und Wildgänsen. Zudem wird er zum Angeln und für den Freizeitsport genutzt. An den See grenzt der etwa 220 Meter hohe Hainberg, der zu den höchsten Erhebungen um Meuselwitz zählt.

- Für das Heimatmuseum Meuselwitz nutzte man bis 1984 die „Alte Mühle“ als Ausstellungs- und später als Unterstellmöglichkeit. Seit 1996 befindet es sich in der Neugasse 1/3, einem ehemaligen Weberhaus (um 1700) und einem der ältesten Gebäude der Stadt.

- Eine weitere Sehenswürdigkeit ist der Kulturbahnhof Meuselwitz im ehemaligen Lokschuppen. Dort ist eine Modellausstellung untergebracht, die das Wiederentstehen der Bahnstrecke Meuselwitz–Altenburg zeigt. Außerdem gibt es eine Freilichtausstellung mit technischen Anlagen und historischen Zügen. Dort soll die über 100-jährige Geschichte des Braunkohlenbergbaus veranschaulicht werden. Der Kulturbahnhof ist auch Startpunkt der schmalspurigen Bahnstrecke nach Meuselwitz, einer ehemaligen Kohlebahn.

- Das Geburtshaus des mit mehreren Literaturpreisen ausgezeichneten Lyrikers Wolfgang Hilbig in der Franz-Seldte-Straße, später Rudolf-Breitscheid-Straße 19 b, in dem er bis 1970 lebte, wurde inzwischen gegen den Protest befreundeter lokaler Künstler, wie dem Musiker Dieter Kalka, abgerissen und ohne weiteren Hinweis als Brache Nr. 9 geführt.[22][23]

### Denkmäler
- von-Seckendorff-Denkmal im gleichnamigen Park, dem früheren Schlosspark.
- Denkmal für die im Deutsch-Französischen Krieg 1870/71 Gefallenen, am Baderdamm. Wurde 1965 im Zuge einer Neubebauung abgetragen.
- Denkmal von 1891 mit Kaiser Wilhelm I.: auf dem Kaiser-Wilhelm-Platz (heute Rathenau-Platz), es wurde 1946 beseitigt.
- Völkerschlachtdenkmal im Wirkerpark. Es stammt von 1913 und besteht aus einem Granitstein, der die Inschriften trägt: „1813 - 18. Oktober - 1913“ und „Enkel mögen kraftvoll walten - schwer Errungnes zu erhalten“.
- Denkmal für die im Ersten Weltkrieg gefallenen Meuselwitzer auf dem Friedhof.
- Denkmal von 1930 für Reichspräsident Friedrich Ebert im Wirkerpark. Es wurde auf Anregung der Meuselwitzer Ortsgruppe des Reichsbanners Schwarz-Rot-Gold von dem Meuselwitzer Künstler Erich Dietz entworfen und von dem Bildhauer Alfred Benkert geschaffen. 1934 entfernt.
- Gedenkstein (von 1995) für die Meuselwitzer Bombenopfer auf dem Friedhof, die dort in Reihengräbern auch bestattet wurden.
- Gedenkstein vor dem Veit-Ludwig-von-Seckendorff-Gymnasium zur Erinnerung an von sowjetischen Militärtribunalen 1950 und 1952 zum Tode verurteilte und hingerichtete Lehrer und Schüler der damaligen Oberschule: „Zum Gedenken an die Opfer der kommunistischen Diktatur und an den Widerstand an unserer Schule“.
- Stele am Rathenau-Platz zur Erinnerung an 25 Jahre Deutsche Einheit

### Vereine und Sport
In Meuselwitz und seinen Ortsteilen gibt es über 80 Kultur- und Interessenvereine.
Der größte Verein ist der Fußball-Regionalligist ZFC Meuselwitz, der seine Heimspiele in der Bluechip-Arena im Ortsteil Zipsendorf austrägt. Ein weiterer Fußballverein ist der FSV Meuselwitz, dessen Herrenmannschaft in der Kreisliga spielt. Dieser Verein verfügt zudem über eine aktive Lauf- und Triathlon-Sektion. Seit 1922 gibt es in Meuselwitz eine Handballmannschaft. Die Herrenmannschaft des heutigen Handballvereins Meuselwitz, der aus der BSG Motor Meuselwitz hervorgegangen ist, trägt ihre Spiele in der Schnaudertalhalle aus. Daneben ist in der Stadt der traditionsreiche Schützenverein PSG Meuselwitz aktiv.

## Wirtschaft und Infrastruktur

### Braunkohlebergbau

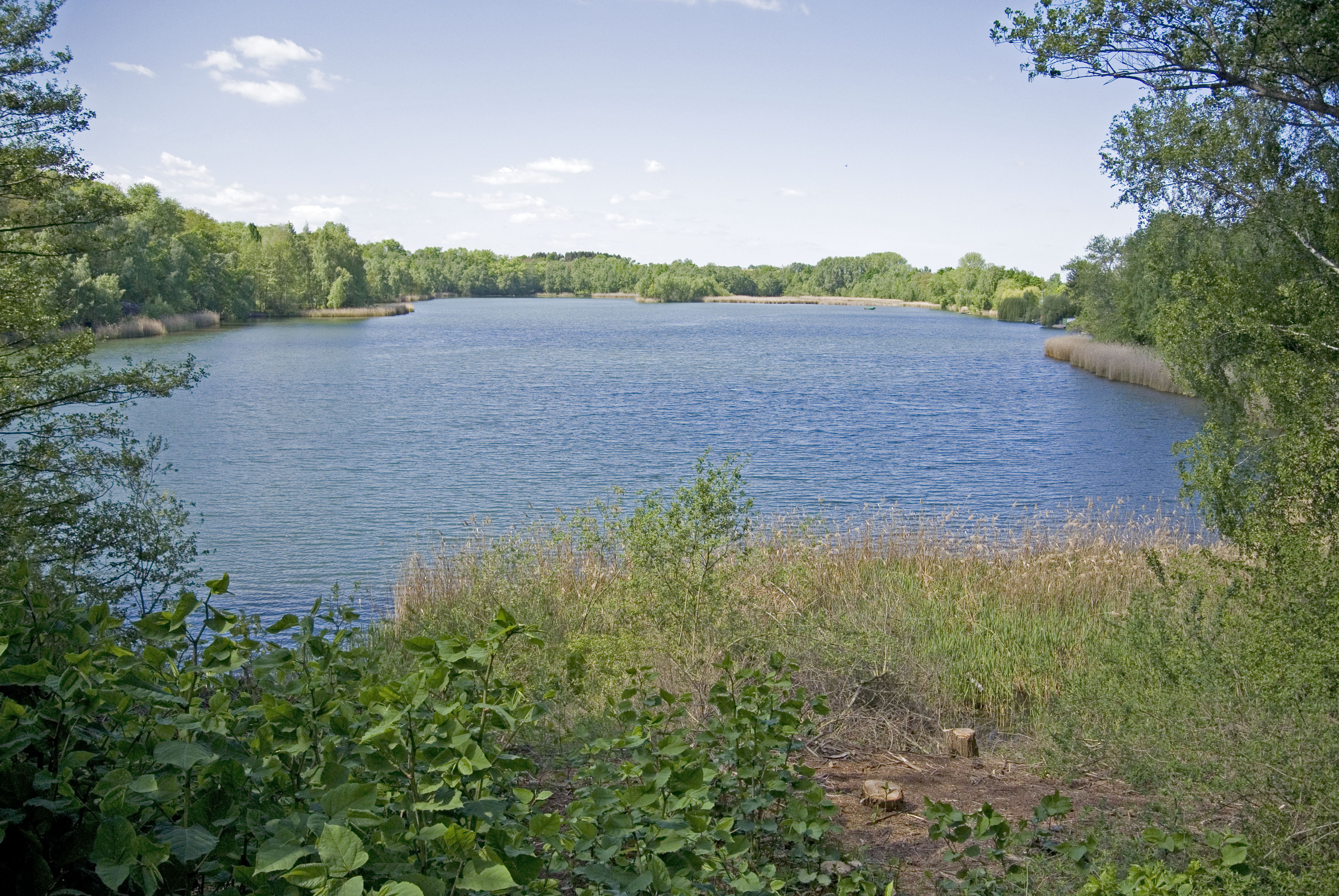
Tagebaurestloch Hainbergsee

Bereits 1670 wurde in der Nähe von Meuselwitz Braunkohle gefunden. Um 1780 wurde ein erster Versuch gemacht, Braunkohle unter Tage abzubauen. Nach 1860 wurden mehrere große Kohlevorkommen nördlich der Stadt erschlossen, die zunächst noch im Pfeilerabbau unter Tage ausgebeutet, später jedoch großflächig als Tagebaue aufgeschlossen wurden. Eine Folge davon war, dass sich die Einwohnerzahl zwischen 1842 und 1880 mehr als verdoppelte.
In der zweiten Hälfte des 19. Jahrhunderts entstanden um Meuselwitz, dem Zentrum des Meuselwitz-Altenburger Braunkohlereviers, weiterhin zahlreiche Brikettfabriken. Einer der größten Arbeitgeber war ab Beginn des 20. Jahrhunderts die Phönix AG für Braunkohlenverwertung, aus der später der VEB Braunkohlewerke Phönix hervorging. Große Tagebaue existierten bis 1968 vor allem im Westen, Norden und Osten der Stadt mit den Tagebauen Zipsendorf-West und Süd, Ruppersdorf und mehreren Phönix-Tagebauen. Dadurch verschwanden auf dem heutigen Stadtgebiet die Orte Rusendorf und Ruppersdorf und ein Teil von Schnauderhainichen. In den 1980er Jahren war die Wiederaufnahme des Braunkohleabbaus geplant, welche aber nicht zur Ausführung kam. Dem geplanten „Tagebau Meuselwitz“ zwischen Meuselwitz und Rositz hätten mehrere Orte im Osten und Süden von Meuselwitz weichen müssen. Nach der Renaturierung der Tagebaue entstanden im Umfeld von Meuselwitz unter anderem der Rusendorfer See und der Hainbergsee.

### Unternehmen

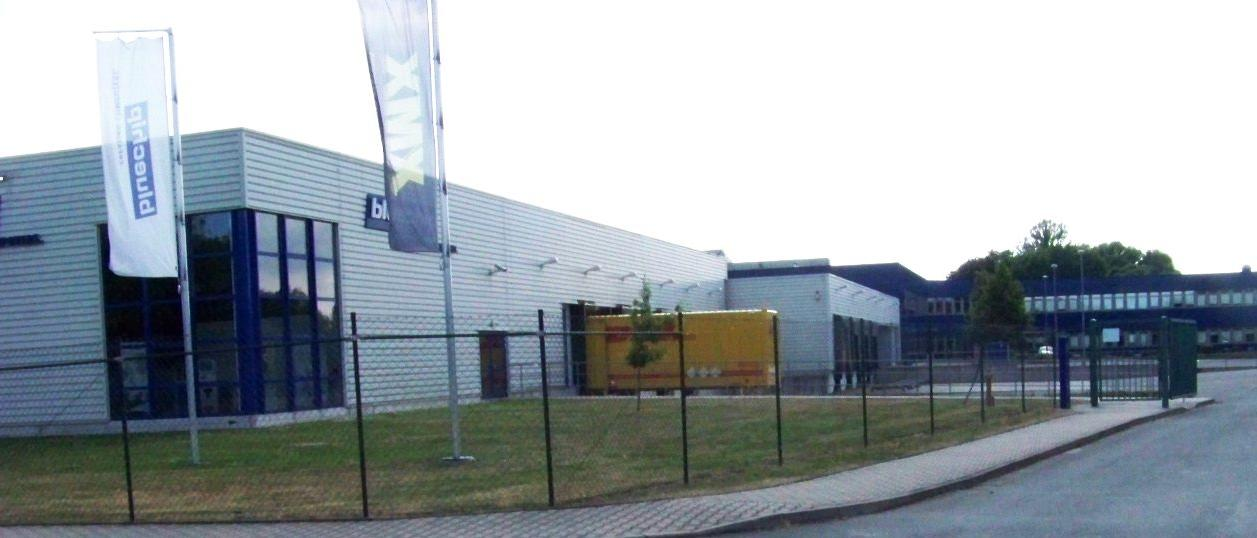
Bluechip

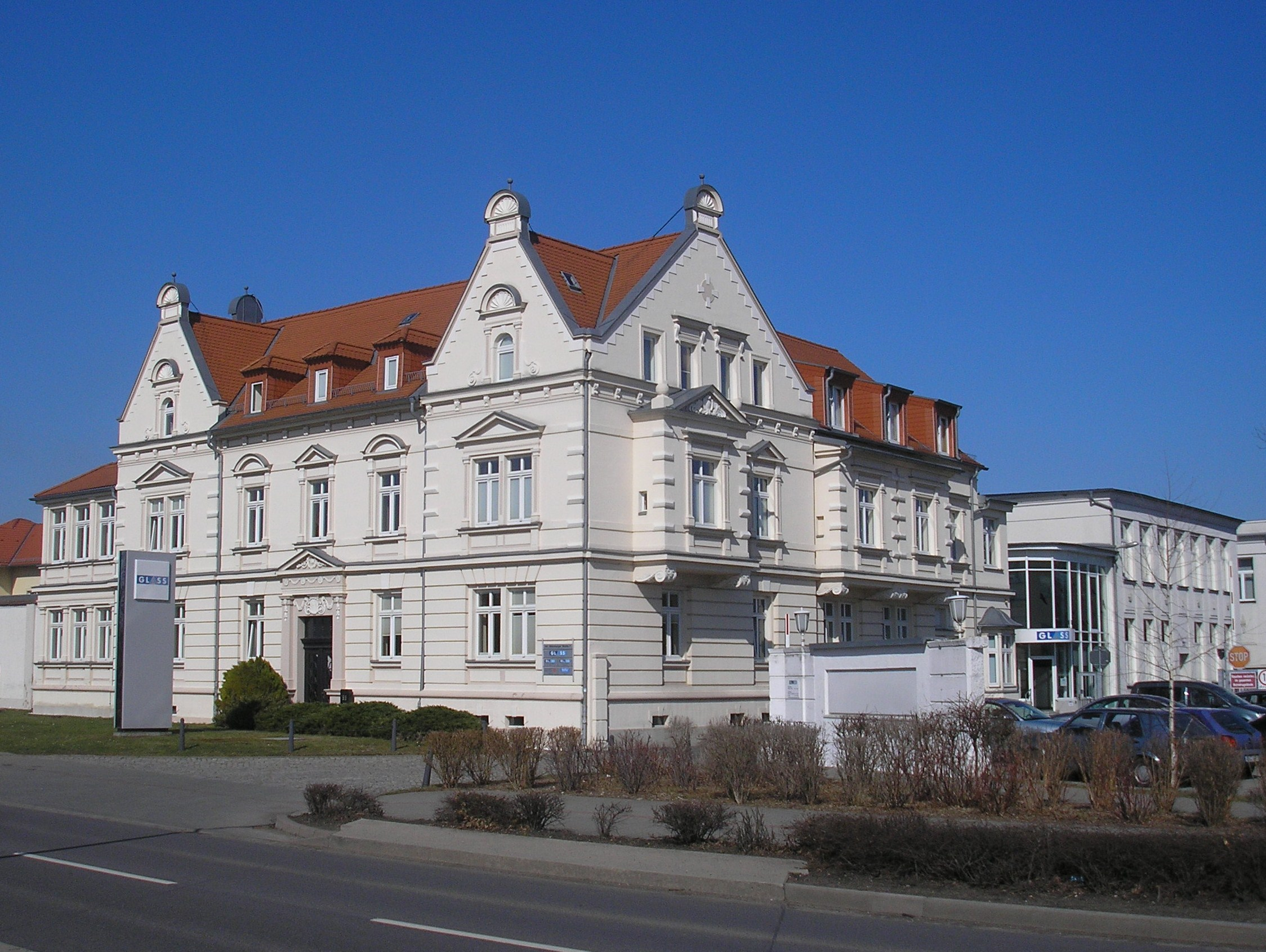
Sitz des Unternehmens Glass

Strukturbestimmende Unternehmen des Wirtschaftsstandortes Meuselwitz:
- Bluechip Computer (Notebooks, PCs, Server)
- Meuselwitz Guß Eisengießerei GmbH (Gussteile, speziell Groß- und Schwerguss)[26]
- Maschinenfabrik Herkules Meuselwitz GmbH (Werkzeugmaschinen)
- Gummiwerk Meuselwitz GmbH (Profilrahmen, Rundschnüre, Schlauchringe etc.)[27]
- MSB Meuselwitzer Stahlbau GmbH (Stahlbau, Anlagenbau, Sondermaschinenbau)[28]
- Hans Glass GmbH & Co. KG (Autoeinlegematten)[29]

### Verkehr
Bahnstrecken
Am 18. April 1872 erhielt Meuselwitz mit der Eröffnung der Bahnstrecke Altenburg-Zeitz einen Bahnanschluss, am 7. September 1874 wurde die Bahnstrecke nach Leipzig (Meuselwitz-Gaschwitz) und 17. Oktober 1887 die Bahnstrecke Meuselwitz–Ronneburg eröffnet. Durch den Aufschluss der Tagebaue Zwenkau und Groitzscher Dreieck wurde die Strecke nach Leipzig in den 1970er Jahren zwischen Lucka und Groitzsch unterbrochen und abgetragen. Anfang 2004 wurde der Personenverkehr zwischen Altenburg und Zeitz eingestellt. Auf dem Teilstück Zeitz (Profen) und Meuselwitz verkehrten bis 2013 noch Kohlezüge zur Versorgung des Kraftwerkes in Mumsdorf und vereinzelte Züge zur Schotterrecyclinganlage Kriebitzsch.
Somit sind alle diese Strecken stillgelegt. Die Bahnstrecke Regis-Breitingen–Meuselwitz wird im Museumsbetrieb befahren.
Bus
Durch den PlusBus des Landesnetzes Sachsen-Anhalt und dem Mitteldeutschen Verkehrsverbund verkehren folgende Verbindungen durch Meuselwitz:
- Linie 500: Altenburg ↔ Wintersdorf ↔ Meuselwitz ↔ Rehmsdorf ↔ Zeitz
- Linie 580: Altenburg ↔ Rositz ↔ Meuselwitz ↔ Breitenhain ↔ Lucka

In Altenburg besteht Anschluss zu den Zügen der S-Bahn Mitteldeutschland und dem RegionalExpress der DB. In Zeitz an die Züge der Erfurter Bahn.
Straßen
Durch die Stadt verläuft die Bundesstraße 180 (Altenburg–Naumburg) sowie die Landesstraße 1361 (Schmölln–Lucka). Die Anschlussstelle 61 Schmölln der A 4 befindet sich ungefähr 24 km südlich von Meuselwitz. Die A 9-Anschlussstelle 21a Naumburg ist zirka 28 km westlich. Ungefähr genauso weit entfernt ist die nördlich liegende Anschlussstelle 31 Leipzig-Süd der A 38. Im Osten sind es zirka 24 km zur A 72-Anschlussstelle Borna-Nord.

### Wasserver- und Abwasserentsorgung
Die Trinkwasserver- und Abwasserentsorgung erledigt die Stadt Meuselwitz noch eigenständig. Hierzu bedient sie sich beim städtischen Eigenbetrieb Stadterwerke-Schaudertal. Die zur Abwasserbehandlung errichtete Kläranlage ging am 9. September 1993 in Betrieb und wird derzeit mit 19.190 Einwohnergleichwerten belastet. In dieser erfolgt eine mechanische, biologische und gegebenenfalls chemische (Phosphatfällung) Behandlung des Abwassers.

### Bildung

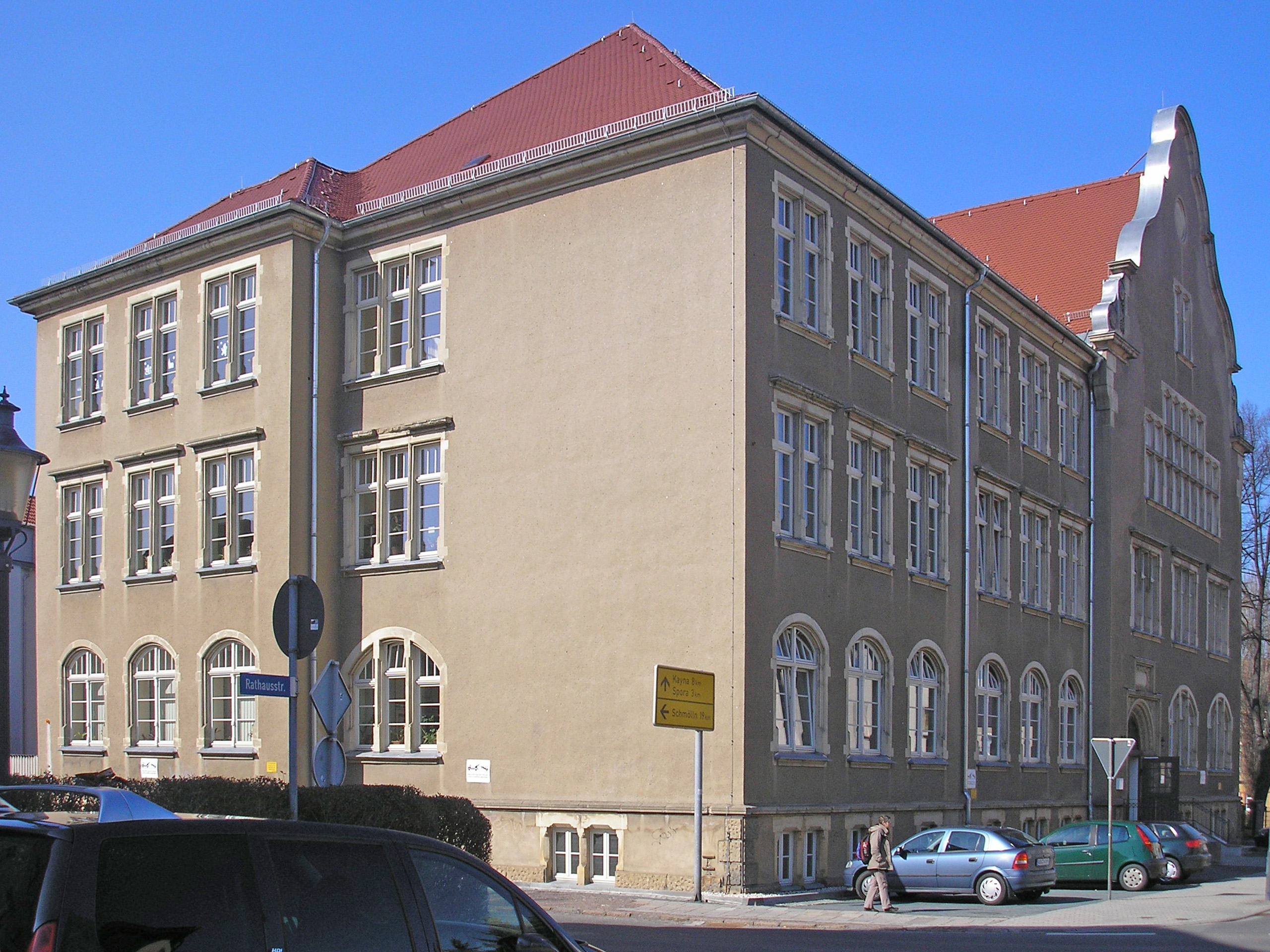
Seckendorff-Gymnasium, Haus II

In Meuselwitz existieren eine Grundschule, eine Regelschule, das Veit-Ludwig-von-Seckendorff-Gymnasium (Europaschule) sowie die Schauspiel- und Stunt-Schule der Medienakademie Thüringen als staatlich anerkannte Berufsfachschule.

## Persönlichkeiten

### Söhne und Töchter der Stadt
- Samuel Lange (* 18. Februar 1618; † 10. Oktober 1667 in Leipzig), lutherischer Theologe, Hochschullehrer und -rektor
- Johann Martin Schamelius (* 5. Juni 1668; † 27. März 1742 in Naumburg (Saale)), evangelischer Theologe
- Johann Gottlob Thierbach (* 8. August 1736; † 10. August 1782 in Guben), Rektor des Lyzeums in Guben und Altertumsforscher
- Friedrich Karl Forberg (* 30. August 1770; † 1. Januar 1848 in Hildburghausen), Philosoph
- Friedrich Bernhard von Seckendorff (* 26. November 1772; † 19. April 1852 in Görlitz), Politiker
- Gustav Anton von Seckendorff (* 20. November 1775; † 1823 in Alexandria (Louisiana/USA)), Schriftsteller
- Alfred von Seckendorff (* 14. September 1796; 28. März 1876 in Meuselwitz), Jurist, Majoratsherr, Dichter
- Ferdinand Ignaz Herbst (* 20. Dezember 1798; † 11. Mai 1863 in München), römisch-katholischer Theologe und Geistlicher
- Gustav Friedrich Held (* 29. Mai 1804; † 24. April 1857 in Dresden), Jurist und Politiker
- Viktor von Ponickau (* 27. Juni 1808 in Falkenhain; † 7. April 1889 daselbst), Landrat des preußischen Kreises Zeitz und Vorsitzender der Kreisritterschaft
- Julius Ferdinand Blüthner (* 11. März 1824 in Falkenhain; † 13. April 1910 in Leipzig), Klavierbauer und Gründer der Traditionsfirma Pianofortefabrik Blüthner
- Curt Alfred Herbst (* 29. Mai 1866; † 9. Mai 1946 in Heidelberg), Zoologe
- Margareta Diersch, Pseudonym Mark Dorn (* 3. September 1889; † 10. April 1921 in Leipzig), Schriftstellerin
- Oskar Schmolitzky (* 5. September 1893; † 22. Dezember 1978), Volkskundler und Kunsthistoriker
- Friedrich Engemann (* 13. Mai 1898; † 21. Januar 1970 in Halle), Architekt und Designer
- Annemarie Hase (* 29. September 1909; † 10. Mai 1999), Bildhauerin und Keramikerin
- Hans Robert Schröter (* 27. September 1912; † 20. Oktober 1985 in Meuselwitz), Jugendschriftsteller[32]
- Rudolf Brazda, (* 26. Juni 1913 in Brossen; † 3. August 2011 in Bantzenheim, Frankreich), Dachdecker, Schauspieler, NS-Verfolgter
- Benno Fruchtmann (* 5. September 1913 in Meuselwitz; † 14. November 2004 in Tel Aviv), deutsch-israelischer Schriftsteller
- Karl Fruchtmann, (* 10. Dezember 1915; † 10. Juni 2003 in Bremen), Autor, Theater und Fernsehregisseur, Grimmepreisträger
- Fritz Louis Kramer (* 4. Oktober 1919; † 13. November 2006 in Meuselwitz), Heimatforscher, sorgte für die Erhaltung der Orangerie
- Curt Beyer (* 5. September 1920 in Zipsendorf; † 20. Oktober 2021 in Dresden), Markscheider
- Hans Kramer (* 24. Juli 1922; † 28. Dezember 1985 in Leipzig), Ökonom, Geograph, Afrikawissenschaftler
- Gerhard Kettner (* 10. August 1928; † 14. Juni 1993 in Dresden), Grafiker
- Wolfgang Mehnert (* 20. Januar 1929; † 17. Februar 2013 in Leipzig), Erziehungswissenschaftler
- Hartwig Albiro (* 9. Dezember 1931), Schauspieler und Regisseur
- Brigitte Thurm (* 28. August 1932; † 2. November 2020), Schriftstellerin, Theaterwissenschaftlerin und Kulturfunktionärin
- Günter Kröber (* 12. Februar 1933; † 16. November 2012 in Berlin) war ein deutscher Wissenschaftstheoretiker
- Helmut Wiesenthal (* 7. Februar 1938), deutscher Soziologe und Politikwissenschaftler
- Wolfgang Hilbig (* 31. August 1941; † 2. Juni 2007 in Berlin), Schriftsteller[33]

### Weitere Persönlichkeiten
- Christian Lange (* 2. Dezember 1585 in Naumburg; † 17. Mai 1657 in Leipzig), evangelischer Theologe, von 1614 bis 1618 Pfarrer von Meuselwitz
- Johann Benedikt Carpzov I. (* 22. Juni 1607 in Rochlitz; † 22. Oktober 1657 in Leipzig), evangelischer Theologe, von 1632 bis 1637 Pfarrer von Meuselwitz
- Veit Ludwig von Seckendorff (* 20. Dezember 1626 in Herzogenaurach; † 18. Dezember 1692 in Halle), Politiker und Gelehrter, lebte von 1681 bis 1691 auf seinem Gut in Meuselwitz
- Friedrich Heinrich von Seckendorff (* 5. Juli 1673 in Königsberg (Unterfranken); † 23. November 1763 in Meuselwitz), kaiserlicher Generalfeldmarschall, verbrachte seine letzten Lebensjahre auf seinem Gut in Meuselwitz
- Max Küstner (* 26. März 1855 in Trossin; † 9. Februar 1940 in Friedrichroda), von 1890 bis 1902 Bürgermeister von Meuselwitz
- Ernst Daube (* 9. Februar 1869 in Heukendorf; † 15. Juli 1956 in Meuselwitz), Schriftsteller und Mundart-Dichter
- Thomas Hoffmann (* 1979 in Altenburg), Politiker (AfD), Mitglied des Stadtrats von Meuselwitz
- Philipp Riese (* 12. November 1989), Fußballspieler